# Leo Galler
Leo Michailovitj Galler, född 29 november 1883 i Sankt Petersburg, död 12 juli 1950, var en rysk och sovjetisk sjömilitär.
Leo Galler blev officer 1905 och deltog samma år i slaget vid Tsushima. Under första världskriget tjänstgjorde Galler först som jagarchef och senare som sekond på slagskeppet Slava, som under strid mot tyska flottan sänktes i Moonsundet i oktober 1917. Vid ryska revolutionen övergick Galler till bolsjevikerna och var 1918–1919 chef på kryssare och slagskepp, 1920 stabschef på östersjöflottan samt, efter befordran till konteramiral, che för samma flotta 1932–1936. Galler var chef för marinstaben 1938–1941 och blev 1941 vice marinkommissarie och viceamiral. 1944 blev han åter för en kort tid marinstabschef.